# 亀井政直
亀井 政直（かめい まさなお）は、江戸時代前期の石見国津和野藩の世嗣。茲朝（これとも）とも名乗る。官位は従五位下・伊予守。

## 略歴
2代藩主・亀井茲政の長男として誕生した。母は金森重頼の娘・桃仙院。正室は山内忠豊の養女（山内忠直の娘）、継室は酒井忠直の養女（酒井忠朝の娘）。
嫡子として生まれ、承応元年（1652年）に将軍徳川家綱に御目見する。万治2年（1659年）に叙任されたが、家督を相続することなく延宝7年（1679年）に35歳で早世した。
代わって、三弟の茲親が嫡子となった。